# Дереволаз плямистолобий
Дереволаз плямистолобий (Lepidocolaptes affinis) — вид горобцеподібних птахів родини горнерових (Furnariidae). Мешкає в Мексиці і Центральній Америці.

## Опис
Довжина птаха становить 19-22 см, вага 28-35,5 г. Забарвлення переважно оливково-коричневе. Голова, шия верхня частина спини і живіт поцятковані світлими смужками. Крила, хвіст і надхвістя каштанові. Дзьоб вузький, дещо вигнутий. Молоді птахи мають тьмяніше, менш поцятковане забарвлення.

## Підвиди
Виділяють три підвиди:
- L. a. lignicida (Bangs & Penard, TE, 1919) — північно-східна Мексика (центр і південь Нуево-Леона, південний захід Тамауліпасу, схід штату Сан-Луїс-Потосі);
- L. a. affinis (Lafresnaye, 1839) — від східної і південної Мексики (крайній південний схід Сан-Луїс-Потосі, захід Герреро) до північного Нікарагуа;
- L. a. neglectus (Ridgway, 1909) — гори Коста-Рики і західної Панами (Чирикі).

## Поширення і екологія
Плямистолобі дереволази мешкають в Мексиці, Гватемалі, Сальвадорі, Гондурасі, Нікарагуа, Коста-Риці і Панамі. Вони живуть у вологих гірських тропічних лісах з великою кількістю моху і епіфітів, а також в сухих тропічних лісах, високогірних чагарникових заростях, на пасовищах і плантаціях. Зустрічаються на висоті від 1200 до 3100 м над рівнем моря. Іноді приєднуються до змішаних зграй птахів. Гніздяться в дуплах дерев, в кладці 2 яйця. Гніздяться комахами і павуками, яких шукають під корою або серед моху.